# Jean-Émile Fonteneau

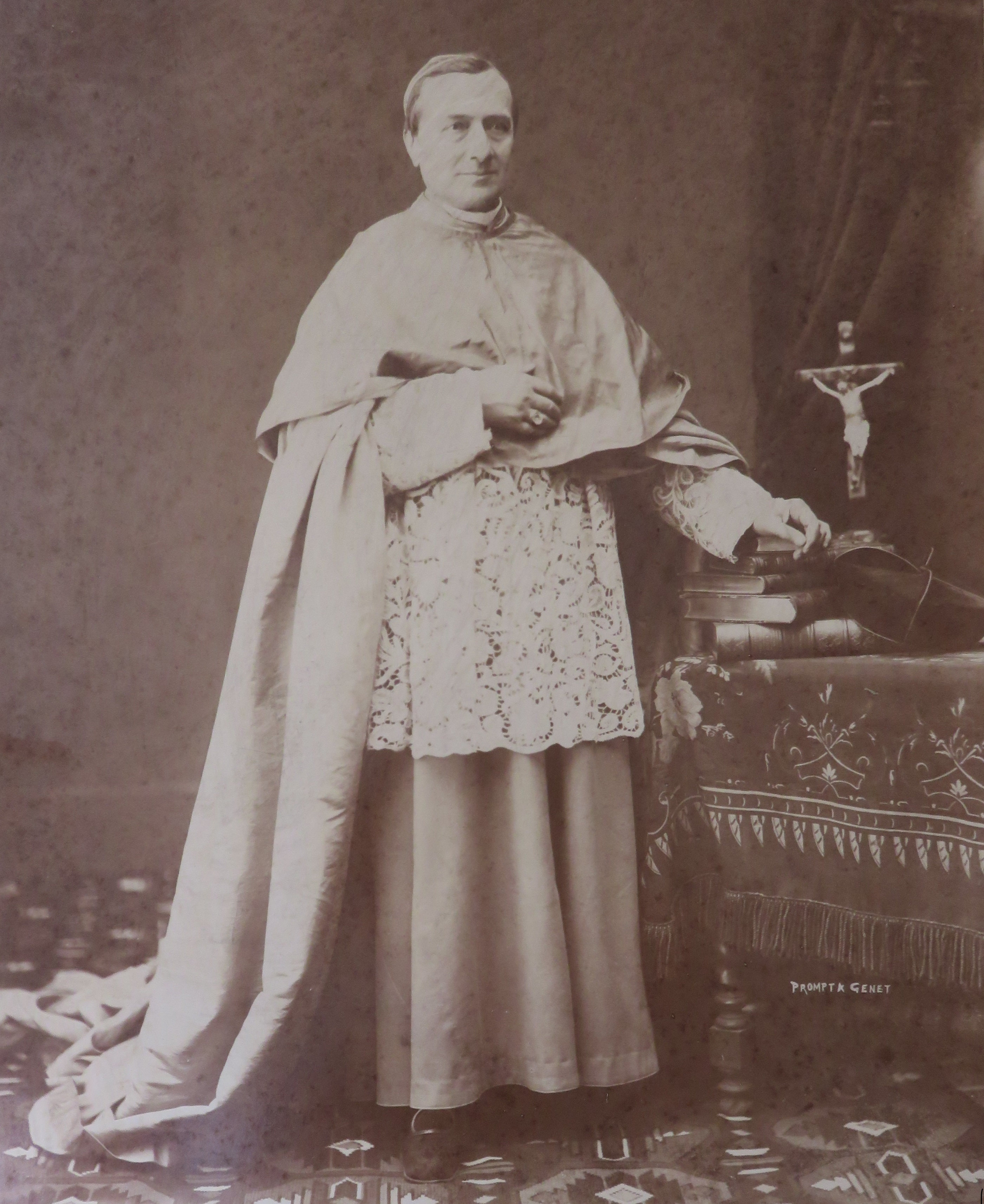
Jean-Emile FONTENEAU

Jean-Émile Fonteneau, né le 14 août 1825 à Bordeaux et mort le 23 mars 1899 à Albi, est un prélat français du XIXe siècle, évêque d'Agen puis archevêque d'Albi.

## Biographie
Il est ordonné prêtre en 1848.
Il est vicaire général de Bordeaux quand l'évêque d'Agen Hector-Albert Chaulet d'Outremont est transféré, en 1874, au siège du diocèse du Mans. Pendant cette période où le diocèse n'a plus d'évêque, le pouvoir ecclésiastique est assuré par le chapitre cathédral et son vicaire capitulaire qui est élu. Le chapitre cathédral était divisé à cette époque entre gallicans et ultramontains. Les ultramontains imposèrent qu'il y ait un seul candidat qui d'après le droit canon devait être docteur en théologie. Le seul docteur du chapitre cathédral était leur candidat, Pierre Hébrard, qui a été élu à une voix de majorité, la sienne, le 1er janvier 1875. Mais rapidement, le nouvel évêque d'Agen a été choisi. Le 25 janvier 1875, Jean-Émile Fonteneau était sacré évêque d'Agen. Il fait son entrée solennelle dans la ville d'Agen, le 16 février 1875.
Il a créé en 1877 l'Association sacerdotale de prières pour les prêtres défunts.
Il a été créé comte romain par un bref du 30 avril 1876, prélat de la maison de Sa Sainteté, assistant au trône pontifical.
Il est choisi comme archevêque d'Albi le 22 septembre 1884, confirmé le 13 novembre et installé le 18 décembre.

## Distinctions
- Officier de la Légion d'honneur (16 juillet 1889)[2]
- Chevalier de l'ordre d'Isabelle la Catholique (1865)

## Armes
Écartelé, au 1er de gueules, à deux clefs passées en sautoir, l'une d'or, l'autre d'argent ; au 2e, d'or au Sacré-Cœur de gueules, enflammé du même, entouré d'une couronne d'épines de sinople surmontée d'une croix de sable ; au 3e, d'or, au cerf élancé et contourné de sable ; au 4e, de sinople, à l'ancre d'argent; à la croix d'argent brochant sur l'écartelé.

## Sources